# Бени (город)
Бени́ (фр. Beni) — город в провинции Северное Киву Демократической Республики Конго.
Бени расположен к западу от национального парка Вирунга и гор Рувензори, на краю тропического леса Итури. В городе функционирует христианский двуязычный университет Конго (UCBC) и рынок. В 2010 году население города по оценкам составляло 95 407 человек.

## История
Именно в этом городе, в 1899 году, бельгийцы подарили два куска шкур Окапи тогдашнему губернатору Уганды англичанину Джонсону, что подтолкнуло Королевское зоологическое общество к исследованию этого вида.
Город был ареной ожесточённых боёв во время Второй конголезской войны в 2001 году.
В 2007 году мэром города стал Жюль Мунгвана Касерека, так как бывший мэр, Жюльен Кахонгуа, стал губернатором провинции Северное Киву.
В городе расположены силы миссии ООН.

## Транспорт
Через Бени проходит транс-африканский автодорожный маршрут  шоссе Лагос-Момбаса.
Возле города расположился аэропорт Бени.